# Little Turtle
Little Turtle o Michikinikwa (Mihšihkinaahkwa, en llengua miami-illinois) (1747/1752 - 1812) fou un cabdill miami, fill d'una mahican i d'un cabdill miami d'igual nom o un cinquenackqua, qui havia signat el Tractat de Lancaster del 1748.
Des del 1780 assolí ser cap guerrer de la tribu, encapçalà la confederació anteriorment dirigida per Pontiac (potawatomi, ottawa, anishinaabemowin, shawnee) i el 1783 hagué d'enfrontar-se als estatunidencs que volien prendre'ls les terres. El 1790 els rebutjà a Kekionga i els mantingué a ratlla fins a la derrota a la batalla de Fallen Timbers el 1794, moment en què els miamis abandonaren Kekionga i es traslladaren a altres pobles al llarg dels rius Eel, Mississinewa i Wabash. Defensà la sobirania índia en el Tractat de Greenville (1795) fins al darrer moment, tot i que finalment cedí davant dels desitjos de la resta de tribus de la Confederació del Nordoest i el signà a contracor. Fou el darrer a signar-lo, i declarà que seria també el darrer a trencar l'acord; ja no lluità mai més.
Durant la dècada del 1800 es convertí en un defensor de la pau, fet que va fer-li perdre el suport del seu poble i que fos vist com un cabdil estatunidenc. Després d'haver signat fins a quatre tractats que eren desfavorables per als miamis el 1803, el 1804, el 1805 i el 1809, Little Turtle s'allunyà del liderat de la tribu. Tecumseh, un cabdill shawnee, forçà que altres caps miami rebutgessin la seva autoritat durant les negociacions amb William Henry Harrison per al Tractat de Fort Wayne el 1809 i que Harrison reconegués els cabdills mississinewa com els veritables representants dels miamis.
Mantingué bones relacions amb George Washington fins que aquest morí. Quan la confederació de Tecumseh lluità a la Guerra anglo-americana de 1812, Little Turtle evità que els miamis s'hi uníssin, al·legant que el pla de Tecumseh era deshonrós envers el Tractat de Greenville, i rebutjà donar suport als britànics.
A la seva mort el substituí com a cap dels miami Jean Baptiste Richardville.